# باشگاه ورزشی یوونتوس سنت مارتین
یوونتوس سنت مارتین یک باشگاه فوتبال حرفه‌ای سنت مارتین است که در سندی گراند واقع شده است. رنگ‌های باشگاه سیاه و سفید است.

## افتخارات
- مسابقات قهرمانی سنت مارتین: ۱[۱]